# 조이아 차우셰스쿠
조이아 차우셰스쿠(루마니아어: Zoia Ceaușescu, 1949년 2월 28일 ~ 2006년 11월 20일)는 루마니아의 수학자로, 공산당 지도자 니콜라에 차우셰스쿠와 그의 아내 엘레나 사이에서 태어났다.